# (5302) Romanoserra
(5302) Romanoserra es un asteroide perteneciente al cinturón de asteroides, descubierto el 18 de diciembre de 1976 por Nikolái Stepánovich Chernyj desde el Observatorio Astrofísico de Crimea (República de Crimea).

## Designación y nombre
Designado provisionalmente como 1976 YF5. Fue nombrado Romanoserra en homenaje a Romano Serra, presidente del observatorio para aficionados de San Giovanni in Persiceto, cerca de Bolonia. Gran especialista en meteoritos, ha reunido la mayor colección de especímenes de meteoritos en Italia. Participó en dos expediciones de Tunguska, en 1991 y 1998, y construyó un planetario, el tercero más grande de Italia.

## Características orbitales
Romanoserra está situado a una distancia media del Sol de 2,331 ua, pudiendo alejarse hasta 2,418 ua y acercarse hasta 2,244 ua. Su excentricidad es 0,037 y la inclinación orbital 2,143 grados. Emplea 1300,44 días en completar una órbita alrededor del Sol.

## Características físicas
La magnitud absoluta de Romanoserra es 14. Tiene 5 km de diámetro y su albedo se estima en 0,208.